# Галімов Ерік Михайлович
Галімов Ерік Михайлович (нар. 29 червня 1936, Владивосток — 23 листопада 2020) — російський геохімік, академік Російської академії наук (1994), директор Інституту геохімії й аналітичної хімії ім. В. І. Вернадського РАН. Академік Академії гірничих наук Росії. З 1998 року іноземний член Академії наук і літератури в Майнці (нім. Akademie der Wissenschaften und der Literatur Mainz, AdW-Mainz, Німеччина).

## Біографія
Закінчив у 1959 році факультет геології, геохімії і геофізики Московського інституту нафтохімії ім. І. М. Губкіна. З 1959 по 1966 роки працював науковим співробітником кафедри промислової геофізики Московського інституту нафтохімії ім. І. М. Губкіна. У 1965 році захистив кандидатську дисертацію з геолого-мінералогічних наук. У 1966—1976 роки очолював лабораторію проблем мас-спектрометрії Московського інституту нафтохімії. З 1970 року доктор геолого-мінералогічних наук. З 1973 року завідує лабораторією геохімії вуглецю Інституту геохімії й аналітичної хімії ім. В. І. Вернадського АН СРСР. У 1982 році присвоєно наукове звання професор. З 1993 року директор Інституту геохімії та аналітичної хімії.
У 1991 році обраний член-кореспондентом Російської академії наук, у 1994 році — академіком по Відділенню геології, геофізики, геохімії та гірських наук. Член Президії РАН, член Бюро Відділення наук про Землю РАН, член секції геолого-геофізичних наук. Голова Комітету з метеоритів РАН, голова Наукової ради РАН з проблем геохімії, член Океанографічної комісії РАН, член Бюро Ради РАН з космосу. Президент Міжнародної асоціації геохімії і космохімії у 2000—2004 роках.
Головний редактор журналу «Геохимия», член редколегії міжнародних журналів Astrobiology, Chemical Geology, Isotopes in Health and Environmental Studies.

## Науковий доробок
Автор понад 500 наукових публікацій, монографій (3 перевидані в США). Основні праці по ізотопно-геохімічному вивченню органічної речовини і математичному моделюванню еволюції осадових басейнів, походження алмазів, походженням та хімічної еволюції Землі, походженням Місяця. Розробив ізотопно-фракційний метод виявлення нафтовміщуючих порід, що дали початок утворенню нафтових покладів. Висунув експериментальне підтвердження гіпотезі утворення алмазів при кавітаційних процесах в швидкоплинної магмі. Автор, спільно з А. Л. Бучаченко, Ю. М. Моліним і Р. З. Сагдеєвим, відкриття ядерно-спінового ізотопного ефекту. Має кілька патентів на винаходи.
Монографії:
- «Геохімія стабільних ізотопів вуглецю» (1968),
- «Ізотопи вуглецю в нафтогазовій геології» (1973),
- «Дослідження органічної речовини і газів в опадах дна океанів» (1976),
- «Природа біологічного фракціонування ізотопів» (1984),
- «Феномен життя. Між рівновагою і нелінійністю. Походження і принципи еволюції» (2001),
- «Задуми і прорахунки. Фундаментальні космічні дослідження в Росії останнього двадцятиліття. Двадцять років безплідних зусиль» (2010, 2013).

У 1990 році заснував наукову школу «Глобальні цикли вуглецю. Мантія — кора — океан — атмосфера». Ініціатор і керівник програм дослідження Місяця і доставки речовини з Фобоса.

## Нагороди
Лауреат премії імені В. І. Вернадського, удостоєний орденів «Знак Пошани» і Пошани. За видатний внесок в органічну геохімію нагороджений медаллю Альфреда Трейбса Міжнародного геохімічного товариства у 2004 році. Почесний професор Московського державного університету імені М. В. Ломоносова.

## Родина
Одружений, має двох доньок. Дружина — театрознавець Галина Дмитрівна Галімова, донька Дарина Спірідонова — телеведуча, донька Олександра Галімова — бренд-директор журналу TATLER.